# Конжунго, Мария-Жоэль
Мария-Жоэль Конжунго (фр. Maria-Joëlle Conjungo; 14 июля 1975) — центральноафриканская легкоатлетка, специализировавшийся в барьерном беге. Участница двух Олимпийских игр, призёр чемпионата Африки. 

## Карьера
На международной арене Мария-Жоэль Конжунго дебютировала в 1998 году, когда пробилась в финал бега на 100 метров с барьерами на чемпионате Африки в Дакаре. Там она стала пятой и осталась без медалей. В 1999 году дебютировала на первенстве мира, где в предварительном забеге показала время 13,89 и стала 38-й, обойдя всего двух спортсменок из Монако и Албании.
В 2000 году Конжунго стала бронзовым призёром чемпионата Африки в барьерном спринте, став первой представительницей ЦАР, завоевавшей медаль африканского первенства. На этом же чемпионате её брат Микаэль стал серебряным призёром в метании диска. Брат и сестра Конжунго являются единственными призёрами чемпионата Африки от ЦАР по состоянию на 2019 год. Также в 2000 году Мария-Жоэль дебютировала на Олимпийских играх, где с результатом 13,95 заняла предпоследнее место в квалификационном забеге (опередив бегунью из Аргентины) и не смогла пробиться в следующий раунд соревнований.
В 2003 году Конжунго остановилась в шаге от медали Всеафриканских игр, став четвёртой, а через год, на Олимпиаде в Афинах, завершила борьбу после первого раунда, показав время 14,24 и став единственной участницей, пробежавшей дистанцию медленнее 14 секунд.
Завершила спортивную карьеру в 2006 году.